# Alexander Alexandrowitsch Woltschkow
Alexander Alexandrowitsch Woltschkow (russisch Александр Александрович Волчков; * 25. September 1977 in Moskau, Russische SFSR) ist ein ehemaliger russischer Eishockeyspieler. Sein Vater Alexander Sergejewitsch Woltschkow war ebenfalls Eishockeyspieler und wurde mit der sowjetischen Nationalmannschaft 1973 Weltmeister.

## Karriere
Woltschkow begann seine Karriere in seiner Heimatstadt beim HK ZSKA Moskau, für den er in der Saison 1994/95 sein Debüt in der internationalen Hockey-Liga gab. Zur folgenden Spielzeit wechselte der Russe nach Nordamerika in die kanadische Juniorenliga Ontario Hockey League und ging für die Barrie Colts, die ihn beim CHL Import Draft als insgesamt 44. Spieler gezogen hatten, aufs Eis. Nach einer guten Rookiesaison, in der er im Anschluss ins All-Rookie Team der Liga gewählt wurde, wurde er beim NHL Entry Draft 1996 in der ersten Runde an vierter Position von den Washington Capitals ausgewählt. Die in ihn gesteckten Erwartungen als relativ früh ausgewählter Spieler erfüllte er nie, obwohl der Russe als talentierter Juniorenspieler galt. Der Angreifer absolvierte noch eine weitere Saison in der OHL für die Barrie Colts, in der er seine Punkteausbeute steigerte und erhielt im Anschluss eine Nominierung ins Second All-Star Team der OHL. In den folgenden zwei Jahren bestritt der Linksschütze jedoch kein Spiel für die Washington Capitals in der NHL und stand vorwiegend im Farmteam bei den Portland Pirates in der American Hockey League im Einsatz. Während der Saison 1998/99 ging der Russe auch für die Cincinnati Cyclones in der International Hockey League aufs Eis.
In der folgenden Spielzeit absolvierte er drei Begegnungen für die Caps in der NHL, bevor er im Februar 2000 in einem Tauschhandel für ein Viertrunden-Wahlrecht im NHL Entry Draft 2001 an die Edmonton Oilers abgegeben wurde. Bis zum Saisonende kam er noch zu 25 Einsätzen für die Hamilton Bulldogs und erzielte dabei acht Punkte, ehe der Russe im Anschluss in seine Heimat zurückkehrte. Es folgten Engagements bei Molot-Prikamje Perm und Witjas Podolsk in der russischen Superliga. Die Saison 2001/02 verbrachte Woltschkow beim HK Sibir Nowosibirsk in der zweithöchsten Liga und war mit 53 Punkten in 50 Begegnungen einer der besten Scorer der Liga. Auch nach der erneuten Rückkehr in die Superliga zu Krylja Sowetow Moskau gelang ihm der Durchbruch in der höchsten Spielklasse nicht, sodass der Stürmer die Spielzeit 2002/03 bei Torpedo Nischni Nowgorod beendete. Von 2003 bis 2007 stand er für den HK Chimwolokno Mahiljou in der belarussischen Extraliga auf dem Eis. Nach kurzfristigen Abstechern in die zweite russische Liga zum HK Dmitrow und Kapitan Stupino spielte Woltschkow bis 2009 vorwiegend für den HK Junost Minsk.
Nach mehreren Vereinswechseln innerhalb der belarussischen Extraliga nahm der Russe während der Saison 2009/10 ein Angebot des HK Beibarys Atyrau an, mit dem er in der Folge an der kasachischen Eishockeymeisterschaft teilnahm. Zur Saison 2010/11 wechselte er innerhalb der Liga zum HK Ertis Pawlodar, für den er fünf Partien absolvierte, ehe er seine Karriere beendete.

### International
Woltschkow vertrat die russische Nationalmannschaft bei der Junioren-Weltmeisterschaft 1997 und gewann mit der Auswahl die Bronzemedaille. Im Turnierverlauf kam er zu sechs Einsätzen und steuerte zwei Torvorlagen bei.

## Erfolge und Auszeichnungen
- 1996 OHL All-Rookie Team
- 1997 OHL Second All-Star Team
- 1997 Bronzemedaille bei der Junioren-Weltmeisterschaft
- 2000 AHL All-Star Classic